# بزرگسالان معاصر (جدول موسیقی)
جدول موسیقی بزرگسالان معاصر (انگلیسی: Adult Contemporary) هر هفته توسط مجلهٔ بیلبورد منتشر می‌شود و محبوب‌ترین ترانه‌ها را در ایستگاه‌های رادیویی معاصر بزرگسالان در ایالات متحده فهرست می‌کند. این جدول بر اساس داده‌های پخش ثبت‌شده در بیلبورد توسط ایستگاه‌هایی که از اعضای پنل رادیویی بزرگسالان معاصر هستند، گردآوری می‌شود. این جدول نخستین بار در ۱۷ ژوئیهٔ ۱۹۶۱ در مجلهٔ بیلبورد ارائه شد. در طول سال‌های فعالیت، نام این جدول دستخوش تغییراتی شده‌است و با نام‌هایی نظیر گوش دادن آسان (انگلیسی: Easy Listening) (۱۹۶۱–۱۹۶۲؛ ۱۹۶۵–۱۹۷۹)، تک‌آهنگ‌های میان‌جاده‌ای (انگلیسی: Middle-Road Singles) (۱۹۶۲–۱۹۶۴)، تک‌آهنگ‌های پاپ-استاندارد (انگلیسی: Pop-Standard Singles) (۱۹۶۴–۱۹۶۵)، آهنگ‌های داغ بزرگسالان معاصر (انگلیسی: Hot Adult Contemporary Tracks) (۱۹۷۹–۱۹۸۲) و بزرگسالان معاصر (۱۹۸۳–اکنون) منتشر شده‌است.

## سوابق و دستاوردها

### ۱۰ ترانه برتر بزرگسالان معاصر (۱۹۶۱–۲۰۱۱)
| رتبه | تک‌آهنگ                    | سال انتشار | هنرمند(ها)                  | اوج و مدت             |
| ---- | ------------------------- | ---------- | --------------------------- | --------------------- |
| ۱    | «واقعا و عمیقاً دیوانه‌وار» | ۱۹۹۷       | سوج گاردن                   | شمارهٔ ۱ برای ۱۱ هفته  |
| ۲    | «رهبرم باش»               | ۱۹۷۸       | ماکسین نایتینگل             | شمارهٔ ۱ به مدت ۷ هفته |
| ۳    | «دور شدن»                 | ۲۰۰۳       | آنکل کراکر به‌همراه دابی گری | شمارهٔ ۱ برای ۲۸ هفته  |
| ۴    | «بهشت»                    | ۲۰۰۴       | لوس لانلی بویز              | شمارهٔ ۱ برای ۱۸ هفته  |
| ۵    | «آزاد متولدشده»           | ۱۹۶۶       | راجر ویلیامز                | شمارهٔ ۱ برای ۶ هفته   |
| ۶    | «سلام، دالی!»             | ۱۹۶۴       | لویی آرمسترانگ و آل استارز  | شمارهٔ ۱ برای ۹ هفته   |
| ۷    | «تو به من نیاز داشتی»     | ۱۹۷۸       | آن ماری                     | شمارهٔ ۳ برای ۳ هفته   |
| ۸    | «دنیا را تغییر بده»       | ۱۹۹۶       | اریک کلپتون                 | شمارهٔ ۱ برای ۱۳ هفته  |
| ۹    | «قهرمان»                  | ۲۰۰۱       | انریکه ایگلسیاس             | شمارهٔ ۱ برای ۱۵ هفته  |
| ۱۰   | «تنهایی بس است»           | ۲۰۰۵       | راب توماس                   | شمارهٔ ۱ برای ۱۸ هفته  |

منبع:

### ۱۰ هنرمند برتر بزرگسالان معاصر (۱۹۶۱–۲۰۱۱)
| رتبه | هنرمند            |
| ---- | ----------------- |
| ۱    | التون جان         |
| ۲    | نیل دایمند        |
| ۳    | باربارا استرایسند |
| ۴    | بری مانیلو        |
| ۵    | کنی راجرز         |
| ۶    | شیکاگو            |
| ۷    | بیلی جول          |
| ۸    | کارپنترز          |
| ۹    | لایونل ریچی       |
| ۱۰   | آن ماری           |

منبع:

### ترانه‌های دارای بیشترین هفته‌ها در رتبه اول
تا زمان انتشار جدول منتشر شده در ۱۸ ژوئن ۲۰۲۲، مدت حضور این ترانه‌ها در رتبهٔ نخست این جدول برابر با ۲۰ هفته یا بیشتر بوده‌است.
| هفته‌ها در رتبهٔ ۱ | ترانه                    | هنرمند                      | تاریخ رسیدن به رتبهٔ ۱ | منبع   |
| ---------------- | ------------------------ | --------------------------- | --------------------- | ------ |
| ۳۶               | «دخترایی مثل تو»         | مارون ۵ به‌همراه کاردی بی    | ۱۰ نوامبر ۲۰۱۸        | [ ۴ ]  |
| ۳۵               | «پرتوهای کورکننده»       | د ویکند                     | ۷ نوامبر ۲۰۲۰         | [ ۵ ]  |
| ۲۸               | «دور شدن»                | آنکل کراکر به‌همراه دابی گری | ۷ ژوئن ۲۰۰۳           | [ ۶ ]  |
| ۲۴               | «شکل تو»                 | اد شیرن                     | ۶ مهٔ ۲۰۱۷             | [ ۷ ]  |
| ۲۴               | «به من سخت نگیر»         | ادل                         | ۱۳ نوامبر ۲۰۲۱        | [ ۸ ]  |
| ۲۲               | «هی، روح خواهر»          | ترین                        | ۳ ژوئیهٔ ۲۰۱۰          | [ ۷ ]  |
| ۲۲               | «بی‌نقص»                  | اد شیرن                     | ۲۴ فوریهٔ ۲۰۱۸         | [ ۹ ]  |
| ۲۱               | «روزی جدید فرا رسیده‌است» | سلین دیون                   | ۳۰ مارس ۲۰۰۲          | [ ۷ ]  |
| ۲۱               | «فرار»                   | کلی کلارکسون                | ۱۲ مارس ۲۰۰۵          | [ ۷ ]  |
| ۲۱               | «سلام»                   | ادل                         | ۲۸ نوامبر ۲۰۱۵        | [ ۷ ]  |
| ۲۰               | «همانگونه که هستی»       | برونو مارس                  | ۵ فوریهٔ ۲۰۱۱          | [ ۷ ]  |
| ۲۰               | «خاطرات»                 | مارون ۵                     | ۲۱ مارس ۲۰۲۰          | [ ۱۰ ] |

### هنرمندان دارای بیشترین ترانه‌های شماره یک
| ترانه‌ها | هنرمند        | منبع   |
| ------- | ------------- | ------ |
| ۱۸      | التون جان     | [ ۱۱ ] |
| ۱۵      | کارپنترز      | [ ۱۲ ] |
| ۱۳      | بری مانیلو    | [ ۱۳ ] |
| ۱۱      | سلین دیون     | [ ۱۴ ] |
| ۱۱      | لایونل ریچی   | [ ۱۵ ] |
| ۱۰      | ویتنی هیوستون | [ ۱۴ ] |

### هنرمندان دارای بیشترین هفته‌های تجمیعی در رتبه یک
| هفته‌ها | هنرمند       | منبع   |
| ------ | ------------ | ------ |
| ۸۷     | سلین دیون    | [ ۱۶ ] |
| ۸۳     | ادل          | [ ۱۷ ] |
| ۶۷     | اد شیرن      | [ ۱۸ ] |
| ۶۴     | التون جان    | [ ۱۶ ] |
| ۶۲     | مارون ۵      | [ ۱۹ ] |
| ۴۷     | لایونل ریچی  | [ ۱۶ ] |
| ۴۶     | تیلور سوئیفت | [ ۱۶ ] |
| ۴۳     | فیل کالینز   | [ ۱۶ ] |
| ۴۳     | فیث هیل      | [ ۱۶ ] |

### هنرمندان دارای بیشترین ترانه در ۱۰ ترانه برتر
| ترانه‌ها | هنرمند            | منبع   |
| ------- | ----------------- | ------ |
| ۴۲      | التون جان         | [ ۲۰ ] |
| ۳۸      | نیل دایمند        | [ ۲۱ ] |
| ۳۵      | باربارا استرایسند | [ ۲۱ ] |
| ۳۱      | الویس پرسلی       | [ ۲۱ ] |
| ۲۹      | دیان وارویک       | [ ۲۱ ] |
| ۲۸      | بری مانیلو        | [ ۲۱ ] |
| ۲۸      | کنی راجرز         | [ ۲۱ ] |
| ۲۶      | ویتنی هیوستون     | [ ۲۲ ] |
| ۲۴      | شیکاگو            | [ ۲۱ ] |
| ۲۴      | جیمز تیلور        | [ ۲۱ ] |
| ۲۴      | بابی وینتون       | [ ۲۱ ] |

### هنرمندان دارای بیشترین ورود به جدول
| ورودها | هنرمند            | منبع   |
| ------ | ----------------- | ------ |
| ۷۶     | التون جان         | [ ۲۳ ] |
| ۶۴     | باربارا استرایسند | [ ۲۳ ] |
| ۵۳     | الویس پرسلی       | [ ۲۴ ] |
| ۵۰     | بری مانیلو        | [ ۲۴ ] |
| ۵۰     | جانی ماتیاس       | [ ۲۴ ] |